# کلودیا بلک
کلودیا بلک (انگلیسی: Claudia Black؛ زاده ۱۱ اکتبر ۱۹۷۲) یک هنرپیشه اهل استرالیا است. وی از سال ۱۹۹۳ میلادی تاکنون مشغول فعالیت بوده‌است.
از فیلم‌ها یا برنامه‌های تلویزیونی که وی در آن نقش داشته است می‌توان به دروازه ستارگان اس‌جی-۱، پیچ بلک ، اصیل‌ها و روزول ، نیومکزیکو اشاره کرد.
او همچنین در سری بازی آنچارتد صداپیشه کلویی فریزر است.